# Волосяниця

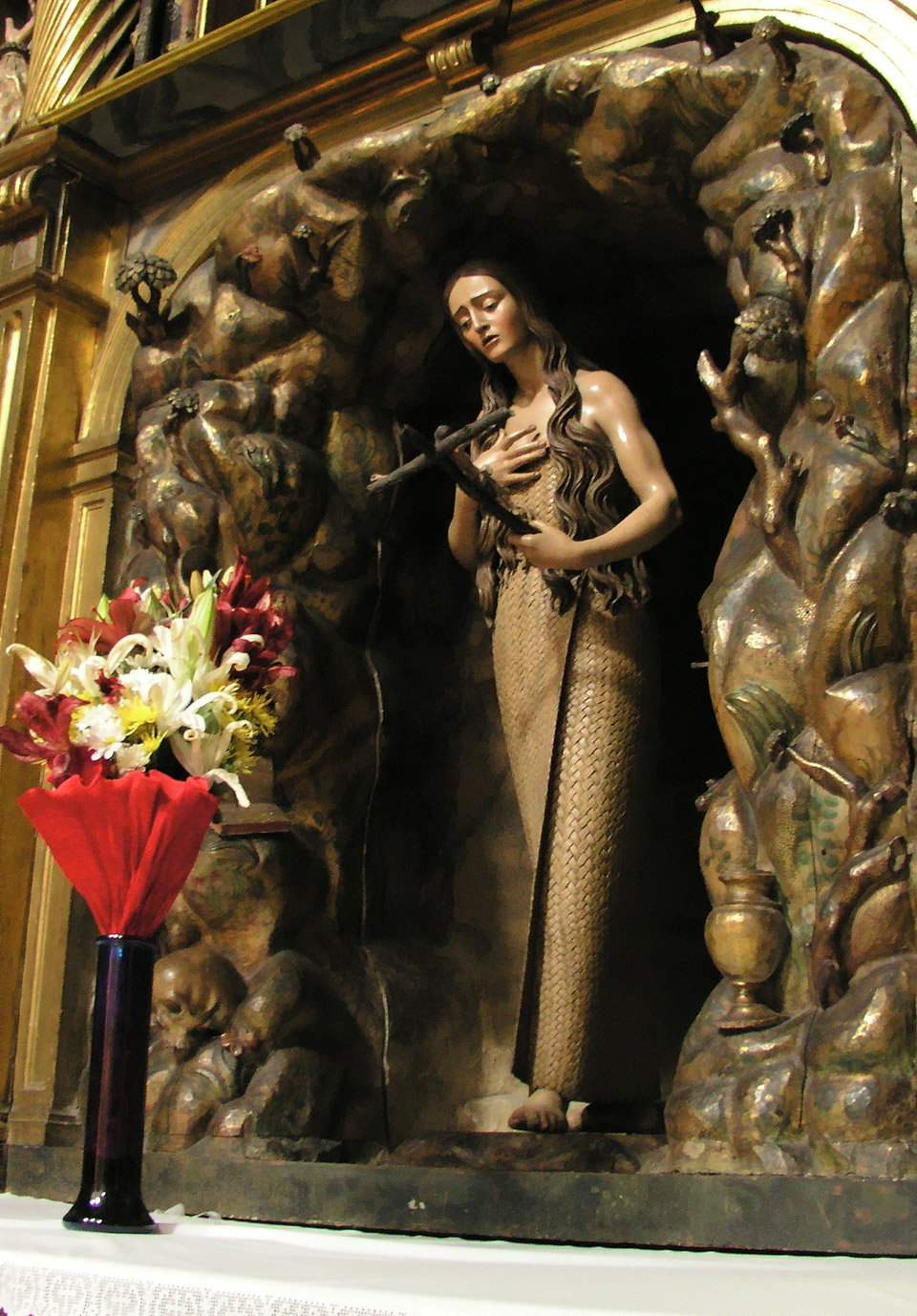
Марія Магдалина у вретищі

Волосяниця, власяни́ця, верета (церк.-слов. вре́тище, грец. κιλίκιο, лат. cilicium) — довга сорочка з простої тканини (ряднини), частина православного чернечого вбрання, що в першу чергу одягається ченцем під час чернечого постригу. У минулому волосяницю ткали з верблюжого волосу або овечої вовни і надягали на голе тіло, до того ж жорстка шерсть постійно кололась, нагадуючи ченцеві про терпіння й смирення.
1. довга груба сорочка з волосся або козячої вовни; аскети носили її на голому тілі, для умертвіння плоті.
2. темного кольору груба тканина з козячої вовни, у вигляді мішка, надягають на знак жалоби.

## Особи, що носили волосяницю
- Іван Хреститель
- Капуцини
- Опус Деі
- Святий Томас Бекет
- Цецилія Римська
- Феодосій Печерський
- Феодосій Тотемський
- Северин Норікський
- Маргарет Бофорт

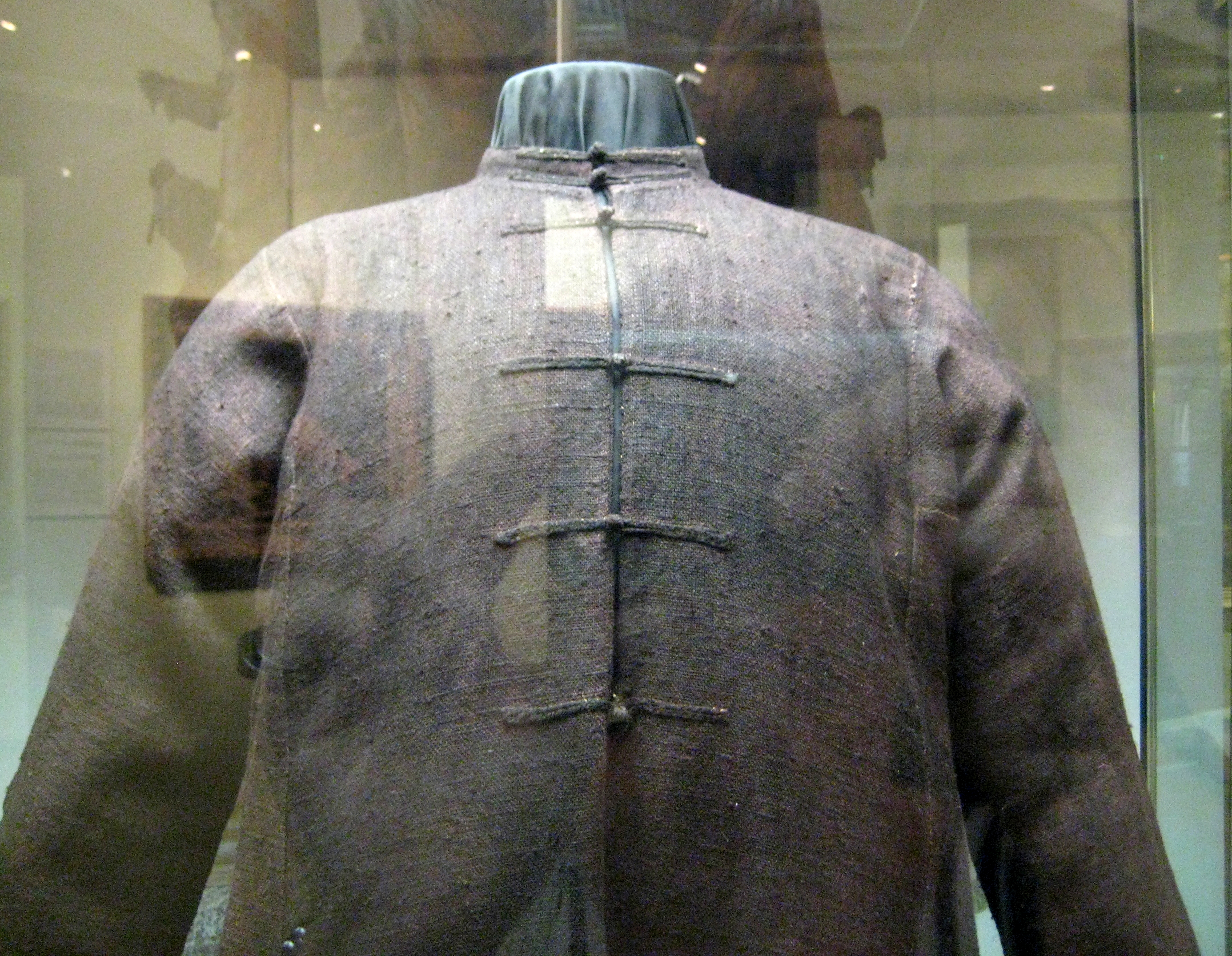
Вретище Івана Грізного

- Генріх IV (імператор Священної Римської імперії)
- Карл (герцог Бретані)
- Морозова Феодосія Прокопівна
- Томас Мор